# Е̄ (кирилиця)
Е̄ е̄ (Е з макроном) - кирилична літера, яка вживається в алеутській (берингівський діалект),  евенкійській, мансійській, нанайській, негідальській, орокській, кільдин-саамській, селькупській та чеченській мовах. В мовах південнослов'ян також іноді зустрічається.